# Natrijum sulfid
Natrijum sulfid je hemijsko jedinjenje sa formulom 2, ili češće u hidratnom obliku, . Oba oblika su bezbojne u vodi rastvorne soli koje formiraju jake alkaline rastvore. Kad su izloženi vlažnom vazduhu,  i njegovi hidrati emituju vodonik sulfid, koji ima zadah pokvarenh jaja. Neki komercijalni uzorci su specificirani kao , gde je težinski procenat  specificiran.

## Struktura
poprima antifluoritnu strukturu, što znači da Na+ centeri zauzimaju mesta fluorida u CaF2 poretku, a veći S2− zauzimaju mesta 2+. U rastvoru se soli disociraju. Dianjon S2− nije prisutan u značajnim količinama u vodi. Sulfid je suviše jaka baza da koegzistira sa vodom.

## Produkcija
Industrijski  se proizvodi redukcijom  ugljenikom, u obliku uglja:
U laboratoriji, anhidratna so se može pripremiti redukcijom sumpora natrijumom u anhidratnom amonijaku. Alternativno, sumpor se može redukovati natrijumom u suvom -u sa katalitičkom količinom naftalena:

## Reakcije
Proces rastvaranja se može opisati sledećom reakcijom:
Natrijum sulfid se može oksidovati zagrevanjem do natrijum karbonata i sumpor dioksida:
Nakon tretmana sumporom, se formiraju polisulfidi: